# Herberg De Gouden Leeuw
Herberg De Gouden Leeuw is een monumentaal pand in het Groningse dorp Noordhorn in de gemeente Westerkwartier. Het acht traveeën brede pand was in gebruik als herberg met bovenzaal. Aan de linkerkant van het pand is een doorrit. De huidige herberg verving een pand uit 1622. 
Van 1994 tot 2012 was in het pand een kostuummuseum gevestigd.